# Shea Lacey
Shea Lacey (Liverpool, Inglaterra, 14 de abril de 2007) es un futbolista británico que juega como delantero en el Manchester United F. C. de la Premier League.

## Primeros años
Nació en Liverpool, y es el hermano menor de los también futbolistas Paddy y Luis Lacey. A diferencia de sus hermanos, que son seguidores del Liverpool F. C., él creció apoyando al Manchester United F. C.. Empezó a jugar al fútbol a los tres años, y de niño también se interesó por el boxeo.

## Trayectoria
Después de que su hermano Paddy rechazara al Manchester United en favor del Liverpool, su padre decidió que Luis y Shea se incorporaran a la academia del Manchester United debido a que las instalaciones y las oportunidades de desarrollo eran, en su opinión, de mejor nivel.
Sus impresionantes actuaciones en las categorías inferiores le llevaron a ser convocado para el equipo sub-18 del Manchester United, con el que debutó a los catorce años. También participó en la REWE Junior Cup de Gotinga, Alemania, así como en otros torneos juveniles internacionales. Marcó su primer gol en la categoría sub-18 en un empate a 3-3 con el Wolverhampton Wanderers F. C.
Debutó con el equipo sub-21 del Manchester United en un amistoso contra el Feyenoord.

## Selección nacional
Ha representado a Inglaterra en las categorías sub-15 y sub-16.

## Estilo de juego
Se siente cómodo jugando en varias posiciones, ha sido utilizado como extremo derecho en el equipo sub-18 del Manchester United, pero también puede jugar como centrocampista ofensivo. Es zurdo y se le describe como un especialista en tiros libres.